# Curt Jany
Curt Jany (né le 22 octobre 1867 à Memel et mort le 18 février 1945 à Berlin) est un général de division prussien et historien militaire et récipiendaire de la médaille d'argent Leibniz.

## Biographie

### Origine
Jany est issu d'une famille d'officiers. Son grand-père est le major Wilhelm Jany (1796-1888), qui fonde l'Association prussienne à Königsberg en 1848 et une institution pour les sourds-muets en 1873. Ses parents sont le lieutenant-colonel Victor Jany (1836-1919) et son épouse Marie, née Bernhardi (1842-1877), fille du pharmacien Adolf Bernhardi de Königsberg. Sa tante Elfriede Jany fonde le premier jardin d'enfants Fröbel à Königsberg. Son frère Wilhelm Jany (1873-1954) est député de la Chambre des représentants de Prusse, le zoologiste et chercheur du Sahara Eberhard Jany (né en 1917) est son neveu et éditeur de certaines des œuvres de son oncle.

### Carrière
Il étudie aux universités de Leipzig et de Berlin. En 1888, Jany entre au 66e régiment d'infanterie de l'armée prussienne, où il est employé comme officier de compagnie et adjudant de bataillon. En octobre 1896, il est commandé à l'Académie de guerre pendant trois ans pour une formation complémentaire. Il est ensuite affecté à l'armée suisse, où il peut perfectionner sa connaissance du français. En 1903, Jany rejoint l'état-major en tant que capitaine, où il restera jusqu'au déclenchement de la Première Guerre mondiale. Entre-temps, de 1906 à 1908, il commande des troupes comme commandant de compagnie au 157e régiment d'infanterie. Pendant la guerre, il est commandant de bataillon dans le 68e régiment d'infanterie (de) et commandant du 53e régiment d'infanterie de réserve.
Son activité à l'état-major général est toujours la recherche en histoire militaire. Il écrit de nombreuses publications individuelles. Ses travaux les plus importants sont Urkundlichen Beiträge und Forschungen zur Geschichte des preuß. Heeres. C'est et reste le récit le plus complet de l'armée brandebourgeoise-prussienne, puisque les documents originaux sont perdus lors du raid aérien sur Potsdam le 14 avril 1945.
Jany décède le 18 février 1945 à Berlin.

## Publications
- Die brandenburgischen Hilfstruppen Wilhelms von Oranien 1688. 1889.
- Lehndienst u. Landfolge unter dem Großen Kurfürst. 1895.
- Urkundliche Beiträge und Forschungen zur Geschichte des preußischen Heeres. 1901.
- Hochkirch. In: Militär-Wochenblatt. 1905, Beiheft 3.
- Das Treffen bei Burkersdorf 1762. Militär-Wochenblatt. 1907, Beiheft 3.
- Übersicht der Entwicklung der Königlich Preußischen Armee und des Deutschen Reichsheeres von den Anfängen bis zur Mobilmachung von 1914. 1921.
- Geschichte der Königlich Preußischen Armee. 4 Bände, 1928–1933.